# Danganronpa: The Animation
Danganronpa: Academy of Hope and High School Students of Despair - The Animation  (ダンガンロンパ 希望の学園と絶望の高校生: The Animation?, Danganronpa Kibō no Gakuen to Zetsubō no Kōkōsei The Animation), o più semplicemente Danganronpa: The Animation (ダンガンロンパ: The Animation?, Danganrompa The Animation), è una serie televisiva anime basata sul videogioco Danganronpa: Trigger Happy Havoc della Spike Chunsoft.
Annunciato dalla rivista Newtype della Kadokawa Shoten nell'estate del 2012, la serie è stata prodotta dallo studio Lerche, diretta da Seiji Kishi, con sceneggiatura di Makoto Uezu, design dei personaggi composto da Kazuaki Morita, ispirato a quello di Rui Komatsuzaki, illustratore ufficiale del gioco, Kazuto Shimoyama come direttore artistico e Satoki Iida come direttore del suono. I 13 episodi, di cui è composto l'anime, sono stati trasmessi tra il 4 luglio e il 26 settembre 2013 sulla rete giapponese MBS, e successivamente anche su TBS, CBC e BS-TBS. 
Il 28 agosto, inoltre, vi è stata la trasposizione in Blu-ray Disc e DVD di una prima parte di episodi della serie con in allegato altri contenuti speciali, e in seguito, il 31 dicembre 2014, anche la Funimation ha acquisito i diritti per la diffusione nel 2015 dei Blu-ray e DVD.
In Italia, tutti gli episodi, sottotitolati in italiano, sono stati pubblicati il 17 giugno 2017 da Yamato Video.

## Trama
Protagonista è Makoto Naegi, che dopo aver vinto una lotteria, come Super Ultra Studente Fortunato, entra a far parte della Hope's Peak Academy, una prestigiosa accademia che accoglie i migliori studenti al mondo dotati ciascuno di uno straordinario talento che li contraddistingue, e che sono destinati a primeggiare ed essere la speranza per il futuro della società. Non appena entrato all'interno dell'accademia, il giovane però sviene, e quando si risveglia più tardi si rende conto di essere intrappolato all'interno della scuola, senza via d'uscita, assieme ad altri 16 studenti.
In seguito quindi essi, raccoltisi in palestra, vengono accolti da Monokuma, un orsacchiotto metà bianco metà nero, che afferma di essere il preside della Hope's Peak e che annuncia loro che sono destinati a vivere lì dentro per tutto il resto della loro vita, a meno che essi non ottengano il Diploma, compiendo un omicidio nei confronti di un compagno, e superando poi il susseguente Processo di Classe, riuscendo a non essere scoperti come colpevoli, o sarebbero stati posti sotto esecuzione ed uccisi anche loro. Makoto e gli altri studenti dovranno quindi cercare di scappare dalla Hope's Peak Academy e sconfiggere Monokuma, indagando sui misteri della scuola e sui vari casi di omicidio per superare e sopravvivere ai Processi di Classe.

## Lista episodi
| Nº | Titolo italiano Giapponese 「Kanji」 - Rōmaji - Traduzione letterale | In onda           | In onda |
| Nº | Titolo italiano Giapponese 「Kanji」 - Rōmaji - Traduzione letterale | Giapponese        |         |
| 1  | Benvenuti all'accademia Disperazione 「ようこそ絶望学園」 - Yōkoso Zetsubō Gakuen – "Benvenuti nella Scuola della Disperazione" | 4 luglio 2013     |         |
| 1  | Makoto Naegi è stato ammesso alla Hope's Peak Academy in qualità di "Super Ultra Studente Fortunato": si tratta di una scuola molto prestigiosa i cui allievi sono ragazzi e ragazze con talenti speciali destinati a occupare posizioni di rilievo nelle strutture che governano il mondo. Non appena varcata la soglia dell'edificio, tuttavia, Naegi sviene a causa dell'inalazione di un gas soporifero. Al suo risveglio, il ragazzo scopre di essere prigioniero all'interno della scuola insieme ad altri quattordici studenti, tra cui Sayaka Maizono, una famosa idol che fu sua compagna di classe alle medie. Radunati nella palestra, i ragazzi incontrano per la prima volta Monokuma, un orsacchiotto animatronico metà bianco e metà nero, che sostiene di essere il preside della Hope's Peak Academy e illustra agli studenti l'unico modo per lasciare la scuola: compiere un omicidio nei confronti di un loro compagno senza essere scoperti. Altrimenti, passeranno lì tutto il resto della loro vita. Dopo lo sconvolgimento iniziale, i ragazzi ispezionano l'edificio e scoprono di avere accesso a un solo piano, che la dispensa viene rifornita giornalmente di cibo e che stanze, aule e corridoi sono pieni di telecamere. Dopo tre giorni nessuno ha ancora compiuto un omicidio, così Monokuma, per "motivarli", fa trovare a ogni studente un video che mostra i loro familiari o amici in situazioni di difficoltà. Maizono ha una crisi di nervi dopo aver visto il proprio video e Naegi le promette che la aiuterà a uscire da lì. |                   |         |
| 2  | Vivere o morire I 「イキキル （非）日常編」 - Ikikiru: (Hi-)Nichijō-hen – "Uccidi e Vivi: Periodo (non) normale" | 11 luglio 2013    |         |
| 2  | Quella stessa sera, Naegi scopre che la porta del bagno della sua stanza ha un difetto: per aprirla, pur non essendo chiusa a chiave (solo i bagni delle ragazze dispongono di un lucchetto), occorre ruotare e sollevare il chiavistello. Poco dopo, il ragazzo viene raggiunto da Maizono, che gli confida di essere terrorizzata poiché ha sentito una presenza fuori da camera sua. La ragazza chiede a Naegi, l'unico di cui sembra fidarsi, di scambiarsi le stanze per quella notte, e lui accetta. Poco prima che scatti l'orario notturno, Naegi e Maizono procedono allo scambio. La mattina seguente, però, Maizono non si presenta a colazione e Naegi, preoccupato, torna nella propria stanza trovando la porta aperta, la camera completamente sottosopra e il cadavere di Maizono, trafitta da un coltello, in bagno. Gli studenti vengono nuovamente radunati in palestra da Monokuma, che fornisce loro ulteriori informazioni: dopo aver compiuto un omicidio, lo studente che intende "diplomarsi" dovrà superare indenne il "Processo di Classe" in cui gli studenti cercheranno di risalire al colpevole. Se al termine della discussione l'accusato si rivelerà essere il vero assassino, egli verrà giustiziato e gli altri studenti potranno continuare il gioco; se a venire indicato come colpevole sarà un innocente, a venire giustiziati saranno tutti gli studenti tranne il vero assassino. Una delle ragazze, la modella di successo Junko Enoshima, reagisce con rabbia alle parole di Monokuma, arrivando a schiacciarlo a terra con un piede, al che il preside attiva un incantesimo che trafigge il corpo della ragazza con innumerevoli lame, uccidendola. Superato lo shock iniziale, gli studenti cominciano a raccogliere indizi circa la morte di Maizono. Dal momento che il corpo è stato trovato nella stanza di Naegi, tutti i sospetti ricadono immediatamente su di lui. |                   |         |
| 3  | Vivere o morire II 「イキキル 非日常編」 - Ikikiru: Hinichijō-hen – "Uccidi e Vivi: Periodo non normale" | 18 luglio 2013    |         |
| 3  | Sotto la supervisione di Monokuma, ha inizio il primo "Processo di Classe". Per prima cosa, gli studenti discutono dell'arma del delitto: un coltello da cucina. La nuotatrice Aoi Asahina e il combattente Sakura Oogami, che la sera del delitto avevano trascorso del tempo in cucina, affermano che a prendere il coltello sia stata la stessa Maizono. A quel punto, la misteriosa studentessa Kyoko Kirigiri fa notare che i segni della colluttazione presenti nella stanza di Naegi fanno presumere che l'assassino non fosse a conoscenza del difetto della porta del bagno, dal momento che essa sembra essere stata forzata. Dunque, non può trattarsi di Naegi. Kirigiri rivela, inoltre, di aver trovato un biglietto nella stanza di Naegi in cui Maizono invitava qualcuno di non identificato a recarsi nella sua camera. Tuttavia, le targhe identificative delle due stanze risultano essere state scambiate e Naegi intuisce che a farlo deve essere stata proprio Maizono. Alla luce di queste informazioni, Byakuya Togami, rampollo di una famiglia facoltosa, deduce che probabilmente la stessa Maizono stesse pianificando un omicidio per poi dare la colpa a Naegi. A questo punto, Naegi stesso riporta l'attenzione sul messaggio scritto con il proprio sangue presente sul muro alle spalle di Maizono: 11037 che, letto dalla prospettiva della ragazza, risulta come LEON, il nome del giocatore di baseball Leon Kuwata. La presenza di un polsino di camicia bruciato e della sfera della preveggenza dello sciamano Yasuhire Hagakure nella stanza dell'inceneritore della scuola non fa che rafforzare i sospetti su di lui: non avendo accesso all'inceneritore in orario notturno, Kuwata avrebbe usato le sue capacità da lanciatore per far aprire lo sportello della fornace, in cui avrebbe poi gettato la propria camicia sporca di sangue per occultare le prove dell'omicidio. Convinti, gli studenti procedono alla votazione e Kuwata viene condannato all'unanimità. Monokuma conferma la sua colpevolezza e il ragazzo viene incatenato a un palo e massacrato dal getto di una miriade di palle da baseball. |                   |         |
| 4  | Weekly Shonen Disperazione Magazine I 「週刊少年ゼツボウマガジン （非）日常編」 - Shūkan Shōnen Zetsubō Magajin: (Hi-)Nichijō-hen – "Rivista settimanale shōnen della Disperazione: Periodo (non) normale" | 25 luglio 2013    |         |
| 4  | Come ricompensa per aver scoperto il primo colpevole, Monokuma rende accessibile agli studenti il primo piano dell'edificio, dove si trovano anche una piscina, una palestra e una biblioteca. Ispenzionando quest'ultima insieme a Togami e Kirigiri, Naegi trova una lettera del vecchio preside della Hope's Peak Academy in cui si afferma che la scuola è stata chiusa anni prima. I ragazzi comprendono che chiunque si celi dietro Monokuma deve aver rilevato l'edificio per i suoi scopi malvagi. Tra gli studenti cominciano a sorgere tensioni sempre più pesanti, anche a causa dell'atteggiamento cinico e sprezzante di Togami, che considera tutta la situazione come una prova particolarmente ardua da superare per raggiungere il successo. Più tardi, Naegi scopre che la timida e lunatica Toko Fukawa si è presa una cotta proprio per Togami. Intanto, esplode la rivalità tra il militare Kiyotaka Ishimaru e il motociclista Mondo Oowada; ma, dopo aver trascorso una notte nella sauna per stabilire chi tra loro sia il più tosto, i due finiscono per diventare amici. Il mattino seguente, viene trovato un altro cadavere: quello della fragile programmatrice Chihiro Fujisaki, crocifissa all'interno dello spogliatoio femminile. |                   |         |
| 5  | Weekly Shonen Disperazione Magazine II 「週刊少年ゼツボウマガジン 非日常編」 - Shūkan Shōnen Zetsubō Magajin: Hinichijō-hen – "Rivista settimanale shōnen della Disperazione: Periodo non normale" | 1º agosto 2013    |         |
| 5  | Durante il Processo di Classe emerge che Fujisaki è morta a causa di un colpo alla testa assestato con un manubrio. Togami, che ha trascorso molto tempo a leggere libri di cronaca nera negli ultimi giorni, è convinto che il responsabile dell'omicidio sia il serial killer noto come Genocider Sho. La scena del crimine presenta infatti elementi riconducibili al suo modus operandi: la crocifissione del cadavere e le scritte "massacro'" e "febbre" sul luogo del delitto. Togami accusa Fukawa di essere lei la serie killer, al che la ragazza sviene, mostrando di soffrire di un disturbo di personalità multipla. Risvegliatasi nei panni di Genocider Sho, Fukawa nega di aver ucciso Fujisaki in quanto sceglie come sue vittime solo individui maschili. Naegi ipotizza che l'omicidio possa essere avvenuto nello spogliatoio maschile e che l'assassinio abbia spostato il cadavere in quello femminile per confondere le acque, per poi accusare Togami di essere lui il vero colpevole. Quando gli studenti si chiedono come avesse fatto Fujisaki a entrare nello spogliatoio dei ragazzi (inaccessibile per le femmine), Kirigiri rivela di aver scoperto che Fujisaki stessa era in realtà un maschio. Un'esca lanciata dalla stessa Kirigiri porta poi il colpevole a tradirsi: si tratta di Oowada, che ha ucciso Fujisaki invidioso del coraggio del ragazzo, che lo aveva avvicinato per superare le proprie insicurezze, mentre lui non era mai riuscito a confessare di aver causato la morte del proprio fratello. In seguito alla votazione, Oowada viene condannato a morte da Monokuma. Legato a una motocicletta e costretto a sfrecciare in una gabbia metallica ad altissima pressione, il ragazzo viene trasformato in svariati panetti di burro. |                   |         |
| 6  | Neon Genesis leggenda galattica... I 「新世紀銀河伝説再び！装甲勇者よ大地に立て！ （非）日常編」 - Shinseiki Ginga Densetsu Futatabi! Sōkō Yūsha yo Daichi ni Tate!: (Hi-)Nichijō-hen – "Il ritorno della Leggenda della Galassia del Nuovo Secolo! Oh eroe corazzato, veglia sulla Terra!: Periodo (non) normale" | 8 agosto 2013     |         |
| 6  | Dopo aver sbloccato l'accesso al secondo piano Monokuma, per motivare ancora di più gli studenti, promette in premio a chi riuscirà a diplomarsi dieci miliardi di yen. In seguito, gli studenti scoprono un computer portatile nascosto in uno degli armadietti dello spogliatoio adiacente al bagno (l'unica stanza dove non sono presenti telecamere), all'interno del quale appare un volto identico a quello di Fujisaki: si tratta di un'intelligenza artificiale, chiamanta Alter Ego, creata dal ragazzo con lo scopo di decriptare i file contenuti nel disco rigido del PC, con la speranza di scoprire di più sulla Hope's Peak Academy. Alter Ego mostra ai ragazzi una foto, che mostra Kuwata, Fujisaki e Oowada insieme in un momento di affettuosità reciproca, come se si conoscessero da tempo. Quella sera, però, il portatile scompare dal suo armadietto. A questo punto, Togami espone la sua teoria, secondo cui tra di loro è presente una spia che collabora direttamente con l'artefice. Il mattino dopo, vari studenti non si presentano a colazione e gli altri cominciano a cercarli. Asahina trova Celestia Ludenberg svenuta in una stanza del terzo piano, con accanto un martello con su scritto "Martello della giustizia #1". Risvegliatasi, Celestia afferma che Hifumi Yamada è stato rapito dalla stessa persona che ha aggredito lei. I ragazzi lo trovano al secondo piano con una ferita alla testa procurata da un martello contrassegnato dal numero due, ma vivo. Yamada sostiene che ad aggredito sia stato il "Robot Giusto" e Celestia conferma il fatto con una fotografia scattata da una macchina digitale che ritrae Yamada aggredito da un robot. Mentre il ragazzo viene portato in infermeria, gli altri cercano tracce in tutto l'edificio, finché non si sente un urlo. Naegi, Asahina e Celestia si dirigono verso l'infermeria, dove trovano Yamada esanime, con accanto il martello numero tre. Monokuma annuncia così l'imminenza di un nuovo Processo di Classe. Intanto Togami, Fukawa e Oogami si recano nel laboratorio di fisica, dove scoprono un altro cadavere: quello di Ishimaru, con accanto il martello numero quattro. In seguito, I cadaveri spariscono e vengono poi ritrovati entrambi nel laboratorio di arte. Tuttavia, Yamada si rivela non essere ancora morto e come ultime parole asserisce che a ucciderlo sia stato "Yasuhire". |                   |         |
| 7  | Neon Genesis leggenda galattica... II 「新世紀銀河伝説再び！装甲勇者よ大地に立て！ 非日常編」 - Shinseiki Ginga Densetsu Futatabi! Sōkō Yūsha yo Daichi ni Tate!: Hinichijō-hen – "Il ritorno della Leggenda della Galassia del Nuovo Secolo! Oh eroe corazzato, veglia sulla Terra!: Periodo non normale" | 15 agosto 2013    |         |
| 7  | Durante l'investigazione, Kirigiri trova in un armadietto della piscina un'armatura metallica, all'interno della quale si trova Hagakure. Gli studenti lo accusano di aver ucciso Yamada, ma il ragazzo si difende sostenendo di essere stato tratto in inganno da un invito anonimo a cui era seguita un'aggressione che aveva causato il suo svenimento. Durante il Processo di Classe, Celestia porta come ulteriori prove della colpevolezza di Hagakure una placca di metallo e un foglio che contiene abbozzi per la progettazione dell'armatura, rinvenuti nella sua stanza. Confrontandola con un biglietto ricevuto in precedenza, tuttavia, Naegi sostiene che la calligrafia sul foglio non sia quella di Hagakure. Inoltre, nel laboratorio di arte era presente un trolley con tracce di sangue sulle ruote, usato presumibilmente dall'assassino per spostare i corpi; Hagakure, viste le difficoltà a muoversi causate dell'armatura, non può averlo utilizzato. Celestia accusa Kirigiri di essere lei la colpevole, in quanto priva di alibi, ma la ragazza replica che non sarebbe stata in grado di spostare il corpo di Yamada, arrivando a teorizzare che sia stato lo stesso Yamada a spostarsi dall'infermeria al laboratorio di arte. Kirigiri mostra anche un biglietto rinvenuto addosso a Yamada, nel quale il ragazzo invitava Ishimaru a incontrarsi nel laboratorio di fisica. Gli studenti concordano così che Ishimaru sia stato ucciso da Yamada e che quest'ultimo fosse complice di chi ha ordito il duplice omicidio. Quando Asahina fa notare che l'ordine indicato dai martelli farebbe presumere che sia stato Yamada il primo a morire (non Ishimaru), Naegi replica che probabilmente l'assassino li ha disposti in quell'ordine per depistarli. A questo punto, Naegi rammenta una frase pronunciata da Celestia al momento del ritrovamento del primo corpo, che lasciava intendere che la ragazza fosse a conoscenza del fatto che una seconda persona fosse morta: sarebbe dunque lei la mente di tutto. Naegi ipotizza inoltre che "Celestia Ludenberg" non sia il suo vero nome e la ragazza ammette di aver perso. Confermando la sua colpevolezza, Monokuma rivela che il suo vero nome è Taeko Yasuhiro. Questa confessa che il suo sogno era vivere in un castello europeo, circondata da uomini bellissimi che la servissero, e che con i dieci miliardi di yen promessi avrebbe potuto coronarlo. Come punizione, la ragazza viene legata a un palo con delle sterpaglie a cui viene dato fuoco, per poi essere investita da Monkuma alla guida di un'autocisterna. |                   |         |
| 8  | All All Apologies I 「オール・オール・アポロジーズ （非）日常編」 - Ōru Ōru Aporojīzu: (Hi-)Nichijō-hen – "Tutte tutte scuse: Periodo (non) normale" | 22 agosto 2013    |         |
| 8  | Dopo aver reso accessibile il terzo piano, dove si trovano due stanze bloccate, Monokuma convoca gli studenti in palestra e rivela che uno di loro è un suo agente; dopodiché, a sorpresa, svela direttamente la sua identità: si tratta di Sakura Oogami (i sospetti di Naegi sono quindi confermati), che ha accettato di lavorare per l'artefice sotto ricatto, senza conoscere la sua reale identità. Il suo compito sarebbe stato fare in modo che il gioco proseguisse in caso di stallo, compiendo un omicidio. Gli studenti si dividono, con Togami e Fukawa che dichiarano di ritenere Oogami un pericolo e Asahina che si infuria per questo. In seguito, Alter Ego convoca Naegi e Kirigiri e mostra loro quanto ha scoperto decriptando i file del computer: il piano per confinare gli studenti all'interno della Hope's Peak Academy sembrerebbe essere stato concepito circa un anno prima dal preside stesso della scuola, in seguito a un misterioso e drammatico evento che l'IA definisce "il più grande incidente mai causato dalla disperazione umana". Alter Ego ha anche rinvenuto una seconda foto che ritrae Maizono, Celestia e Yamada come se si conoscessero da tempo. Più tardi, Naegi, Kirigiri e Asahina trovano il cadavere di Oogami in una stanza chiusa bloccata dall'interno con una sedia. Asahina accusa immediatamente Togami, Fukawa o Hagakure di essere l'assassino, in quanto Oogami aveva chiesto di parlare con loro prima di morire. |                   |         |
| 9  | All All Apologies II 「オール・オール・アポロジーズ 非日常編」 - Ōru Ōru Aporojīzu: Hinichijō-hen – "Tutte tutte scuse: Periodo non normale" | 29 agosto 2013    |         |
| 9  | L'investigazione sulla morte di Oogami porta alla luce diversi elementi: la vittima è stata colpita due volte alla testa; nella stanza sono presenti una bottiglia rotta e un pupazzo di Monokuma a terra; nel laboratorio di chimica c'è una macchia di polvere gialla, che si trova anche sulle scarpe di Oogami. Durante il Processo di Classe, Asahina ribadisce le sue accuse contro Togami, Hagakure e Fukawa: tuttavia, il primo nega di essersi recato all'incontro con Oogami, mentre il secondo ammette di esserci andato e di aver colpito Oogami con un coccio di bottiglia temendo che intendesse ucciderlo. Anche Fukawa, nei panni di Genocider Sho, si trovava nella sala ricreazione e ha colpito Oogami per lo stesso motivo. La causa di morte, tuttavia, si rivela essere un'altra: Togami mostra agli altri una boccetta di veleno, che contiene invece una soluzione proteica. Gli studenti deducono che l'assassino abbia scambiato i contenuti di due contenitori, consegnando a Oogami una dose di veleno camuffata da mix di proteine. A questo punto, Asahina confessa si essere stata lei ad avvelenare Oogami, ma Kirigiri nota che, all'interno della boccetta di veleno, è presente una scheggia di vetro risalente al momento in cui Naegi aveva sfondato il vetro per entrare nella sala ricrezione: il colpevole deve quindi aver scambiato i contenitori solo dopo la morte di Oogami. Inoltre, la presenza della polvere gialla sulle scarpe della vittima fa dedurre ai ragazzi che Oogami abbia assunto volontariamente il veleno. Asahina rivela allora di aver scambiato i contenitori per farsi accusare e portare così alla morte tutti per punirli di aver ferito i sentimenti di Oogami. Dopo la votazione, Monokuma conferma che si tratta di suicidio e legge un messaggio lasciato da Oogami, che dichiara di sperare che la propria morte ponga fine ai conflitti tra gli studenti. In mancanza di un colpevole da punire, Monokuma svela di essere a conoscenza dell'esistenza di Alter Ego e distrugge il suo PC con un escavatore. Finalmente, però, i superstiti fanno fronte comune e dichiarano che uniranno le loro forze per scoprire l'identità dell'artefice e sconfiggerlo. |                   |         |
| 10 | Cibo spazzatura... I 「疾走する青春の絶望ジャンクフード （非）日常編」 - Shissō suru Seishun no Zetsubō Janku Fūdo: (Hi-)Nichijō-hen – ""Junk Food" della disperazione per affrontare la gioventù: Periodo (non) normale" | 5 settembre 2013  |         |
| 11 | Cibo spazzatura... II 「疾走する青春の絶望ジャンクフード 非日常編」 - Shissō suru Seishun no Zetsubō Janku Fūdo: Hinichijō-hen – ""Junk Food" della disperazione per affrontare la gioventù: Periodo non normale" | 12 settembre 2013 |         |
| 12 | Il motivo per cui... 「超高校級の不運が超高校級の殺人と超高校級の処刑と超高校級の絶望を引き寄せた理由」 - Chō-kōkō-kyū no Fuun ga Chō-kōkō-kyū no Satsujin to Chō kōkō-kyū no Shokei to Chō kōkō-kyū no Zetsubō o Hikiyoseta Riyū – "La ragione per cui il Super Ultra Studente Sfortunato ha attirato il Super Ultra Omicidio, la Super Ultra Esecuzione e il Super Ultra Disperazione" | 19 settembre 2013 |         |
| 13 | Addio, accademia Disperazione 「さよなら絶望学園」 - Sayonara, Zetsubō Gakuen – "Addio Scuola della Disperazione" | 26 settembre 2013 |         |

## Personaggi
• Makoto Naegi: doppiato da Megumi Ogata. Ragazzo ammesso alla Hope's Peak Academy in qualità di "Super Ultra Studente Fortunato".
• Monokuma: doppiato da Nobuyo Ōyama. È un orsacchiotto animatronico metà bianco e metà nero comandato a distanza dall'«artefice» ed è l'entità con cui si interfacciano gli studenti durante il gioco.
• Junko Enoshima: doppiata da Megumi Toyoguchi. Ragazza ammessa alla Hope's Peak Academy in qualità di "Super Ultra Studentessa Modella". Alla fine si scopre che in realtà è lei l'«artefice» che si cela dietro Monokuma e al gioco di uccisioni a cui sono costretti a partecipare i protagonisti. 
• Kyoko Kirigiri: doppiata da Yōko Hikasa. È l'unica studentessa di cui inizialmente non si conosce l'abilità particolare. Nel corso della serie si scopre essere la "Super Ultra Studentessa Detective", nonché la figlia del preside della Hope's Peak Academy.
• Byakuya Togami: doppiato da Akira Ishida. Ragazzo ammesso alla Hope's Peak Academy in qualità di "Super Ultra Studente Altolocato".
• Toko Fukawa: doppiata da Miyuki Sawashiro. Ragazza ammessa alla Hope's Peak Academy in qualità di "Super Ultra Studentessa Bibliotecaria". Nel corso della serie si scopre essere affetta da un disturbo di personalità multipla e che il suo alter ego è il serial killer Genocyder Sho.
• Aoi Asahina: doppiata da Chiwa Saitō. Studentessa ammessa alla Hope's Peak Academy in qualità di "Super Ultra Studentessa Nuotatrice". 
• Yasuhiro Hagakure: doppiato da Masaya Matsukaze. Ragazzo ammesso alla Hope's Peak Academy in qualità di "Super Ultra Studente Sciamano".
• Sakura Oogami: doppiata da Kujira. Studentessa ammessa alla Hope's Peak Academy in qualità di "Super Ultra Studentessa Combattente". Nel corso della serie si scopre essere un agente dell'"artefice", che la ricatta tenendo in ostaggio la sua famiglia.
• Celestia Ludenberg: doppiata da  Hekiru Shiina. Ragazza ammessa alla Hope's Peak Academy in qualità di "Super Ultra Studentessa Giocatrice d'Azzardo". Nel corso della serie si scopre che il suo vero nome è Taeko Yasuhiro.
• Kiyotaka Ishimaru: doppiato da Kōsuke Toriumi. Ragazzo ammesso alla Hope's Peak Academy in qualità di "Super Ultra Studente Prefetto".
• Hifumi Yamada: doppiato da  Kappei Yamaguchi. Ragazzo ammesso alla Hope's Peak Academy in qualità di "Super Ultra Studente Giornalista".
• Chihiro Fujisaki: doppiata da  Kōki Miyata. Studentessa ammessa alla Hope's Peak Academy in qualità di "Super Ultra Studentessa Programmatrice". Nel corso della serie si scopre essere in realtà un maschio.
• Mondo Oowada: doppiato da Kazuya Nakai. Ragazzo ammesso alla Hope's Peak Academy in qualità di "Super Ultra Studente Motociclista".
• Sayaka Maizono: doppiata da Makiko Ohmoto. Ragazza ammessa alla Hope's Peak Academy in qualità di "Super Ultra Studentessa Idol". 
• Leon Kuwata: doppiato da  Takahiro Sakurai. Ragazzo ammesso alla Hope's Peak Academy in qualità di "Super Ultra Studente Giocatore di Baseball".
• Mukuro Ikusaba: doppiata da Megumi Toyoguchi. Sorella gemella di Junko Enoshima. Fu ammessa alla Hope's Peak Academy in qualità di "Super Ultra Studentessa Soldato" ma, prima dell'inizio della serie, lei e la gemella si scambiarono di ruolo e Ikusaba assunse l'identità di Enoshima, spacciandosi per la "Super Ultra Studentessa Modella".

## Colonne sonore
Sigle di apertura
- Danganronpa composta da Masafumi Takada, è anche la sigla d'apertura del gioco (episodio 1)
- Never Say Never cantata da Jas Mace e Marchitect (membri del gruppo hip-hop dei The 49ers) (episodi 2-3, 5-13)
- Monokuma Ondo cantata da Sachiko Kobayashi e Nobuyo Ōyama (episodio 4)

Sigle di chiusura
- "Zetsubōsei: Hero Chiryōyaku" (絶望性：ヒーロー治療薬?, Disperazione: Un trattamento da eroe) composta da Suzumu e Soraru (episodi 1-12)
- "Saisei -rebuild-" (再生 -rebuild-?, Playback -rebuild') cantata da Megumi Ogata (episodio 13)

## Accoglienza
La serie ha ricevuto critiche negative a causa della sua infedeltà quasi totale al gioco originale.